# Гиппалектрион
Гиппалектрион (др.-греч. ἱππαλεκτρυών, от ἵππος — «лошадь» и ἀλεκτρυών — «петух», лат. Hippalectryon) — в древнегреческой мифологии существо с телом петуха и передней частью лошади.
На данный момент не известно никаких мифов, связанных с гиппалектрионом. Самые первые его изображения на настоящее время восходят к IX веку до нашей эры, становятся наиболее распространёнными в VI веке, особенно в вазописи, а иногда и в виде статуй, часто с всадником. Также гиппалектрион упоминается в нескольких античных литературных произведениях и присутствует на некоторых денежных знаках.
Точное значение гиппалектриона не ясно; как апотропное животное, оно могло быть посвящено Посейдону, ему было поручено защищать корабли. Другие исследования интерпретируют его как гротескного зверя для развлечения детей или обычный декоративный элемент сказочной направленности без какой-либо конкретной функции.

## В культуре Древней Греции
Вероятно, гиппалектрион был символом Солнца. Наиболее раннее известное изображение гиппалектриона присутствует на аскосе из Кносса, датируемом IX веком до Рождества Христова. Образы петухов с передней частью животных встречаются на тирренских амфорах (VI в. до Р. Х.), но из них только гиппалектрион получает распространение в дальнейшем, изображаясь со всадником либо отдельно. Верхом на гиппалектрионе часто изображался Посейдон. Изображения гиппалектриона чеканились на монетах города Лампсака. Упоминается в трагедии Эсхила «Мирмидоняне». Часто упоминается в комедиях Аристофана («Лягушки», «Птицы», «Мир»).

## В других культурах
- Существа, подобные гиппалектрионам, присутствуют на надгробных камнях позднего периода Древнего Египта (VII-IV вв. до Р. Х.)[12].
- В 1868 году в итальянской Вольтерре были найдены галльские монеты, на которых присутствуют изображения существ, похожих на гиппалектриона[13].
- Петух-вол (коми «петух-лошадь») — чудесное существо из фольклора коми, с помощью которого можно найти клад чуди[14].
- «Ride a cock horse to Banbury Cross» («Поезжай на конепетухе до креста Банбери») — английский народный детский стишок.

## В современной культуре
- «Ride a Cock Horse» — альбом группы «QueenAdreena».
- В романе Рика Риордана «Перси Джексон и лабиринт смерти».
- В повести Светланы Лавровой «Куда скачет петушиная лошадь?» использован[15] образ «петуха-лошади» из фольклора коми.